# Mord på tåg 63
Mord på tåg 63 (engelska: The Narrow Margin) är en amerikansk långfilm från 1952 i regi av Richard Fleischer, med Charles McGraw, Marie Windsor och Jacqueline White i rollerna. Manusförfattarna Martin Goldsmith och Jack Leonard fick en Oscarsnominering för Bästa berättelse.
En nyinspelning, Farligt möte, gjordes 1990 med Gene Hackman i huvudrollen.

## Handling
Mrs. Frankie Neal (Marie Windsor) är hustrun till en nu dödad gangsterboss. Hon har gått med på att vittna och lämna över en lista över personer som är mutade av makens organisation. Poliserna Walter Brown (Charles McGraw) och Gus Forbes (Don Beddoe) anländer till Chicago för att transportera Neal tillbaka till Los Angeles. De har inte kommit många steg utanför hennes dörr innan en gärningsman slår till, och Forbes blir ihjälskjuten. Brown försöker stoppa den nu flyende mördaren men inser snabbt att han inte har tid och tar med sig Neal tillbaka till tåget de ska resa med.
Brown inser snabbt att de är bevakade av organisationens män, men han har ett ess i skjortärmen, männen vet inte hur Mrs. Neal ser ut. Han och kvinnan tar sig ombord på tåget separat och han lyckas gömma henne i sin nu döda partners hytt. Han lyckas snart identifiera en av männen som är ute efter frun, en viss Joseph Kemp (David Clarke). Medan han leker kurragömmaspel med lönnmördarna slår Brown upp en vänskap med Ann Sinclair (Jacqueline White).
En annan av organisationens män, Vincent Yost (Peter Brocco), försöker muta Brown att berätta var kvinnan befinner sig, men Brown vägrar. Efter diskussioner med Mrs. Neal inser Brown att männen har börjat misstänka att Sinclair är den kvinnan de söker och han inser att han måste göra något. Efter handgemäng lyckas han arrestera Kemp och han överlämnar honom till tågpolisen Sam Jennings (Paul Maxey). När Jennings transporterar mannen tillbaka till cellen på tåget blir han dock nerslagen av mannens kumpan, mördaren ifrån Chicago som har kommit tillbaka på tåget. De båda männen inser att Mrs. Neal finns i kupén bredvid Brown och beger sig dit. Efter att hon försökt få tag på en pistol skjuter de henne. Samtidigt som detta försiggår diskuterar Brown hela affären med Ann Sinclair och får snart reda på att hon är den riktiga änkan som han ska transportera; den kvinnan han trott vara Neal är en polis.
De båda lönnmördarna hittar poliskvinnans identifikation och inser att de blivit lurade och de förstår att Sinclair måste vara den kvinnan de söker. Mannen från Chicago beger sig till hennes hytt men Brown lyckas skjuta ihjäl honom. Tåget har stannat efter att nödbromsen har dragits och Kemp inser att spelet är förlorat och han ger sig av till en förföljande bil, men de blir direkt gripna av tillkallad polis. Till slut anländer tåget till Los Angeles, med sin värdefulla last intakt.

## Rollista
| Charles McGraw   | – Det. Sgt. Walter Brown |
| Marie Windsor    | – Mrs. Frankie Neal      |
| Jacqueline White | – Ann Sinclair           |
| Gordon Gebert    | – Tommy Sinclair         |
| Queenie Leonard  | – Mrs. Troll             |
| David Clarke     | – Joseph Kemp            |
| Peter Virgo      | – Densel                 |
| Don Beddoe       | – Det. Sgt. Gus Forbes   |
| Paul Maxey       | – Sam Jennings           |
| Harry Harvey     | – Tågkonduktör           |
| Peter Brocco     | – Vincent Yost           |

## Produktion
Filminspelningen tog 15 dagar och spelades in vid RKO:s studio i Los Angeles, med utomhusekvenser inspelade vid stationen i Los Angeles. Regissören Fleischer valde att till stor del filma med en handhållen kamera som kunde tas in i rum och kameran skakades för att simulera tågets rörelse.

## Mottagande
Filmen blev en av RKO:s största b-film-succéer trots en låg budget på runt 200 000 dollar. Den fick bra kritik, New York Times berömde bland annat skådespelarna:
| ” | Mr. McGraw and Miss Windsor are splendidly incisive, the latter looking fully capable of halving a railroad spike with her pretty teeth. Miss White, in view of the dénouement, seems a bit remotely patrician. However, the others, David Clarke, Paul Maxey, Peter Virgo and Gordon Gebert, are just right | „ |

Mord på tåg 63 är numera sedd som relativt bortglömd film noir trots det positiva mottagandet den fick när den kom ut 1952.

## Utmärkelser
Nomineringar, Oscarsgalan 1953
- Bästa berättelse - Martin Goldsmith och Jack Leonard